# Stupid Stupid Stupid
Stupid Stupid Stupid je druhé studiové album anglické skupiny Black Grape. Vydáno bylo v listopadu roku 1997 společností Radioactive Records. Přestože již nedosáhlo takového úspěchu jako první album kapely, stalo se zlatým. V textech písní se kapela zabývá tématy jako drogy a sex. Píseň „Lonely“ je coververzí písně „I've Been Lonely for So Long“ od Fredericka Knighta. Jde o poslední album kapely až do roku 2017, kdy vyšla deska Pop Voodoo.

## Seznam skladeb
1. Get Higher – 5:00
2. Squeaky – 5:16
3. Marbles – 4:24
4. Dadi Waz a Badi – 4:01
5. Rubberband – 4:36
6. Spotlight – 3:51
7. Tell Me Something – 3:47
8. Money Back Guaranteed – 5:17
9. Lonely – 4:02
10. Words – 4:42

## Obsazení
- Shaun Ryder – zpěv
- Paul „Kermit“ Leveridge – zpěv
- Carl „Psycho“ McCarthy – zpěv
- Paul „Wags“ Wagstaff – kytara
- Ged Lynch – bicí, perkuse
- Martin Slattery – klávesy, flétna
- Bez
- Danny Saber – baskytara, kytara, klávesy, sitár